# Jane Campion
Pour les articles homonymes, voir Campion.
Jane Campion, née le 30 avril 1954 à Wellington, est une réalisatrice et scénariste néo-zélandaise.
En 1993, elle remporte la Palme d'or du festival de Cannes pour son film La Leçon de piano. Elle est la première femme cinéaste de l'histoire du festival à avoir reçu cette récompense. En mai 2014, elle marque de nouveau le monde médiatique et cinématographique en devenant la première réalisatrice à présider le jury des longs métrages lors de la 67e édition du festival de Cannes.
Elle est la première femme dans l'histoire du cinéma à avoir été nommée à deux reprises dans la catégorie meilleure réalisation aux Oscars, en 1993 pour La Leçon de piano puis en 2022 pour The Power of the Dog, qu'elle remporte finalement pour ce dernier.

## Biographie

### Jeunesse et formation
Jane Campion est née à Wellington le 30 avril 1954 d'une mère actrice, Edith, et d'un père directeur d'un théâtre, Richard Campion. Elle obtient, en 1975, un diplôme d'anthropologie à l'université Victoria de Wellington et intègre la Chelsea School of Art de Londres l'année suivante. Elle profite de son séjour en Angleterre pour voyager à travers l'Europe. Jane Campion étudie ensuite la peinture au College of the Arts de Sydney jusqu'en 1979.
Elle a une fille nommée Alice née en 1994, dont elle s'est inspirée pour écrire le rôle de Fanny Brawne dans Bright Star. Celle-ci jouera le rôle de Lena Duchennes dans l’adaptation de 16 lunes (Beautiful Creatures).

### Carrière
Au début des années 1980, Jane Campion se dirige vers le monde du cinéma en prenant des cours à l'Australian Film, Television and Radio School (en) dont elle sort diplômée en 1984. Par la suite, elle travaille un temps pour la télévision australienne.
Son premier court métrage, An Exercise in Discipline - Peel, écrit et réalisé en 1982, obtient la Palme d'or du court métrage au Festival de Cannes 1986. Tous les courts métrages qui suivent sont également primés.
En 1989, elle écrit et réalise son premier long métrage, Sweetie, dans lequel une femme angoissée, Kay, est bouleversée par l'arrivée de sa sœur dans sa vie. Le film est présenté en compétition au 42e Festival de Cannes. Il assoit les thèmes de prédilection de la réalisatrice qui connaissent de multiples variations dans son œuvre : le désir féminin, l'émancipation d'héroïnes au caractère singulier et souvent marginales, la lutte contre les carcans sociaux, la quête d'identité ou encore le nouveau départ,.
Son second long métrage, Un ange à ma table, sort en 1990. Le film est une adaptation des autobiographies de l'écrivaine néo-zélandaise Janet Frame, dont la cinéaste est une grande admiratrice. Il remporte le Grand prix du jury à la Mostra de Venise. Jane Campion commence alors à se faire un nom à l'international.
La Leçon de piano, son troisième long métrage, sorti en 1993, raconte l'histoire d'amour dans la Nouvelle-Zélande du XIXe siècle entre une Écossaise muette venue conclure une union arrangée et un homme analphabète, passeur de la culture maorie. La cinéaste atteint une renommée mondiale lorsqu'elle remporte la Palme d'or au 46e Festival de Cannes grâce à cette œuvre dans laquelle éclate son goût du romantisme flamboyant (splendeur des paysages, exploration du lien entre nature sauvage et sentiment...). Elle devient alors la première femme à remporter cette distinction et la seule personnalité à détenir à la fois la Palme d'or du long et du court métrage. Le film permet également de révéler deux actrices : Holly Hunter qui remporte le Prix d'interprétation féminine à Cannes et l'Oscar de la meilleure actrice et Anna Paquin, qui se voit décerner à l'âge de 12 ans l'Oscar de la meilleure actrice dans un second rôle. Outre la Palme cannoise, La Leçon de piano décroche le César du meilleur film étranger puis l'Oscar du meilleur scénario original et Jane Campion devient la seconde réalisatrice, après Lina Wertmüller, à être nommée à l'Oscar du meilleur réalisateur.
En 1996, elle adapte Portrait de femme de Henry James, dans lequel Nicole Kidman tient le rôle principal. Mais c'est surtout Barbara Hershey qui est remarquée pour son second rôle dans le film.
En 1997, Jane Campion préside le jury de la 54e Mostra de Venise, composé notamment de Charlotte Rampling, Francesco Rosi et Shinya Tsukamoto. Son jury attribue le Lion d'or à Hana-bi de Takeshi Kitano.
Elle réalise ensuite Holy Smoke en 1999, qu'elle écrit avec sa sœur Anna et dans lequel Kate Winslet et Harvey Keitel, déjà présent dans La Leçon de piano, se donnent la réplique. En 2003 sort le thriller érotique In the Cut, adaptation du roman de Susanna Moore coproduite par Nicole Kidman. Ce film permet à l'actrice principale Meg Ryan de rompre avec ses rôles habituels. En 2007, Jane Campion est membre du jury de la 64e Mostra de Venise, présidé par Zhang Yimou. Le Lion d'or est décerné à Lust, Caution d'Ang Lee.

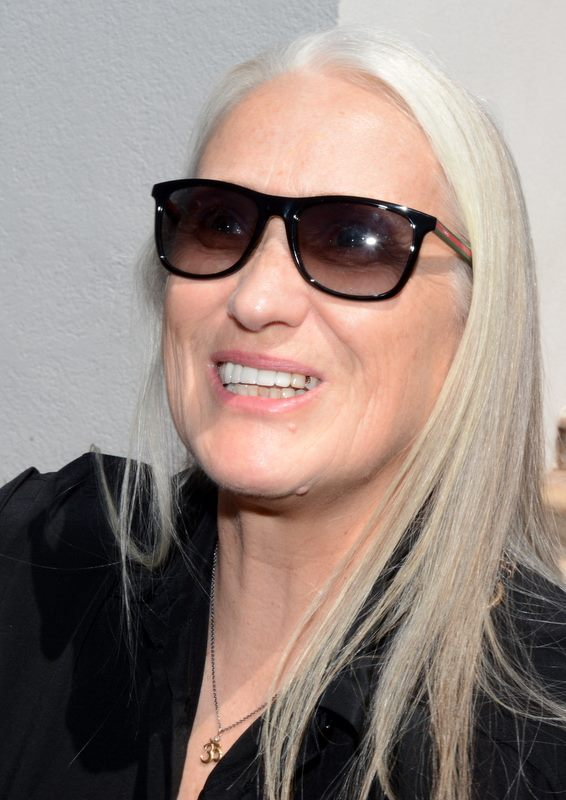
Jane Campion, en 2014 lors du 67e Festival de Cannes.

Après plusieurs années d'absence, elle réalise en 2009 Bright Star qui décrit les dernières années de la vie du poète anglais John Keats et sa relation avec Fanny Brawne. Pour ce film sélectionné en compétition au 62e Festival de Cannes, elle travaille une seconde fois avec l'actrice Kerry Fox, qu'elle avait déjà dirigée dans Un ange à ma table.
En 2013, elle est présidente du jury de la Cinéfondation et des courts métrages au 66e Festival de Cannes. Durant l'édition cannoise, elle reçoit le Carrosse d'or de la Quinzaine des réalisateurs au cours d'une séance spéciale où sont diffusés les deux premiers épisodes de sa mini-série Top of the Lake qui retrace le parcours d'une inspectrice enquêtant sur la disparition d'une fille de 12 ans, enceinte, dans un bourg du sud de la Nouvelle-Zélande. Plus de 20 ans après La Leçon de piano, Jane Campion y retrouve Holly Hunter qui interprète une gourou. Lors de sa diffusion mondiale, Top of the Lake rencontre un important succès critique et public. La réalisatrice y célèbre la beauté de la nature et explore une nouvelle fois le bouillonnement passionnel, la rébellion de femmes fortes contre l'ordre établi et l'injustice des sociétés patriarcales, guidées par la violence et le sexisme,. Dans un entretien accordé au Telegraph, elle explique son envie de délaisser le cinéma pour la télévision qu'elle définit comme « nouvelle frontière ».
En 2014, Jane Campion succède à Steven Spielberg à la présidence du jury des longs-métrages lors du 67e Festival de Cannes,. Dixième personnalité féminine à accéder à cet honneur, elle devient par ailleurs la première réalisatrice de l'histoire du festival à présider le jury, 21 ans après être devenue la première femme à remporter la Palme d'or. Son jury, qui se compose des réalisateurs Nicolas Winding Refn, Jia Zhangke et Sofia Coppola et des comédiens Willem Dafoe, Carole Bouquet, Leila Hatami, Jeon Do-yeon et Gael García Bernal, attribue la Palme d'or à Winter Sleep (Kış Uykusu) de Nuri Bilge Ceylan.
Lors du Festival du film de Sundance 2019, elle est membre d'un jury.
Jusqu'en 2019, Jane Campion est la seule femme, et la seconde depuis 2021, à avoir remporté la Palme d'or du Festival de Cannes créée en 1955 par une femme, la joaillière Lucienne Lazon,,.
En septembre 2021 à l'occasion de la Mostra de Venise, elle présente en première mondiale The Power of the Dog, adapté du roman de Thomas Savage, avec Benedict Cumberbatch et Kirsten Dunst en tête d'affiche, où elle obtient le Lion d'argent du meilleur réalisateur. Le film est par ailleurs présenté le même mois au Canada, au Toronto International Film Festival puis en octobre au Festival du nouveau cinéma de Montréal. À l'invitation du festival montréalais, la réalisatrice y donne une classe de maître inédite et reçoit une Louve d'honneur de la part du Festival. En janvier 2022, le film ressort gagnant des Golden Globes 2022, permettant à Jane Campion de décrocher le prix de la meilleure réalisation et du meilleur film dramatique. Ainsi, pour la première fois, deux femmes se succèdent dans ces catégories, Chloé Zhao les ayant remportées l'année précédente avec Nomadland.

## Filmographie

### Cinéma

#### Longs métrages
- 1989 : Sweetie
- 1990 : Un ange à ma table (An Angel at My Table)
- 1993 : La Leçon de piano (The Piano)
- 1996 : Portrait de femme (The Portrait of a Lady)
- 1999 : Holy Smoke
- 2003 : In the Cut
- 2009 : Bright Star
- 2021 : The Power of the Dog

#### Courts métrages
- 1980 : Tissues
- 1982 : An Exercise in Discipline - Peel
- 1983 : Passionless Moments
- 1984 : Mishaps of Seduction and Conquest (vidéo)
- 1984 : A Girl's Own Story
- 1984 : After Hours
- 2007 : Chacun son cinéma - segment The Lady Bug
- 2008 : 8 - segment The Water Diary

### Télévision
- 1986 : Two Friends
- 1986 : Dancing Daze - épisode 5
- 2013 : Top of the Lake
- 2017 : Top of the Lake: China Girl

## Distinctions

### Récompenses
- Australian Film Institute Awards 1984 :
  - Meilleur film expérimental pour Passionless Moments
  - Meilleur scénario de court métrage pour A Girl's Own Story
- Festival de Cannes 1986 : Palme d'or du court métrage pour An Exercise in Discipline - Peel
- Australian Film Institute Awards 1987 : meilleur téléfilm pour Two Friends
- Australian Film Institute Awards 1989 :
  - Meilleur scénario original pour Sweetie (partagé avec Gerard Lee)
  - Byron Kennedy Award pour l'ensemble de son œuvre
- Festival international du film de Toronto 1990 : Prix FIPRESCI pour Un ange à ma table
- Mostra de Venise 1990 : Grand prix du jury pour Un ange à ma table
- Festival de Cannes 1993 : Palme d'or pour La Leçon de piano
- Australian Film Institute Awards 1993 : meilleur film, meilleure réalisatrice et meilleur scénario pour La Leçon de piano
- New York Film Critics Circle Awards 1993 : meilleure réalisatrice et meilleur scénario pour La Leçon de piano
- Festival international du film de Vancouver 1993 : Prix du public pour La Leçon de piano
- Film Critics Circle of Australia Awards 1994 : meilleure réalisatrice et meilleur scénario pour La Leçon de piano
- César 1994 : meilleur film étranger pour La Leçon de piano
- Oscars 1994 : meilleur scénario original pour La Leçon de piano
- Kinema Junpo Awards 1995 : meilleur film étranger pour La Leçon de piano
- Mostra de Venise 1999 : Prix Elvira Notari pour Holy Smoke
- Festival de Cannes 2013 : Carrosse d'or de la Quinzaine des réalisateurs pour l'ensemble de son œuvre
- Prix Lumière 2021 du Festival du film du Grand Lyon pour l'ensemble de sa carrière
- Mostra de Venise 2021 : Lion d'argent du meilleur réalisateur pour The Power of the Dog
- Critics' Choice Movie Awards 2022 : Meilleure réalisation et meilleur scénario adapté pour The Power of the Dog
- Golden Globes 2022 : Meilleure réalisation pour The Power of the Dog
- BAFA 2022 : Meilleure réalisation pour The Power of the Dog
- Oscars 2022 : Meilleure réalisation pour The Power of the Dog

### Nominations
- Festival de Cannes 1989 : sélection officielle pour Sweetie
- British Academy Film Awards 1994 : meilleur film, meilleure réalisatrice et meilleur scénario original pour La Leçon de piano
- Chicago Film Critics Association Awards 1993 : meilleure réalisatrice pour La Leçon de piano
- Golden Globes 1994 : meilleure réalisatrice et meilleur scénario pour La Leçon de piano
- Oscars 1994 : meilleure réalisatrice pour La Leçon de piano
- Mostra de Venise 1999 : sélection officielle pour Holy Smoke
- British Independent Film Awards 2009 : meilleure réalisatrice pour Bright Star
- Festival de Cannes 2009 : sélection officielle pour Bright Star
- Australian Film Institute Awards 2010 : meilleure réalisatrice et meilleur scénario original pour Bright Star
- César 2011 : meilleur film étranger pour Bright Star
- Critics' Choice Television Awards 2013 : meilleure mini-série ou meilleur téléfilm pour Top of the Lake
- Television Critics Association Awards 2013 : meilleure mini-série ou meilleur téléfilm pour Top of the Lake
- Primetime Emmy Awards 2013 :
  - Meilleure mini-série ou meilleur téléfilm pour Top of the Lake
  - Meilleure réalisation pour une mini-série ou un téléfilm pour Top of the Lake (partagé avec Garth Davis)
  - Meilleur scénario pour une mini-série ou un téléfilm pour Top of the Lake (partagé avec Gerard Lee)
- Golden Globes 2022 : Meilleur scénario pour The Power of the Dog
- Oscars 2022 : Meilleur scénario adapté pour The Power of the Dog

## Engagement
En septembre 2018, à la suite de la démission de Nicolas Hulot, elle signe avec Juliette Binoche la tribune contre le réchauffement climatique intitulée « Le plus grand défi de l'histoire de l'humanité », qui parait en une du journal Le Monde, avec pour titre L'appel de 200 personnalités pour sauver la planète.